# Córax de Siracusa
Córax o Coracas de Siracusa (Griego antiguo: Κόραξ ο Συρακούσιος) fue un reconocido orador de la Antigua Grecia durante el siglo V a. C.. Procedía de Siracusa, habiendo servido incluso como asesor de Hierón I y es conocido por una historia con su alumno Tisias de Siracusa. Según esta historia, Córax acordó con Tisias, estando seguro de la capacidad de su alumno pero también de su éxito en la enseñanza, que cuando ganara su primera prueba solo pagaría su matrícula. Pero pasaba el tiempo y Tisias no participaba en ninguna prueba para ganarla o perderla. Entonces el maestro pidió su recompensa en el juicio.

## El juicio de Córax
Córax : "Jueces, mi alumno debe pagar la educación que me debe, sea cual sea vuestra decisión. Si me dais la razón, debe pagarme para hacer cumplir la decisión judicial. Pero si le dais la razón a él, entonces mi alumno gana su primer juicio, lo que prueba su buena formación y mi buena enseñanza, y debe pagarme para mantener nuestro acuerdo." 
Mientras que Tisias contestó:
"Jueces, no tengo obligación de pagar, sea cual sea vuestra decisión. Si me dais la razón, para que se cumpla vuestro veredicto; y si no me dais la razón, entonces no habré ganado mi primer juicio y, por tanto, según nuestro acuerdo, todavía no tengo la obligación de pagar las tasas." 
Los jueces, después de sentarse sin resultado hasta el anochecer, despidieron a ambos y sentenciaron el caso con el siguiente proverbio: "a cuervo malo, huevo malo" (juego de palabras con el antropónimo Córax, que en griego es "cuervo"), cuya metáfora hoy es "la manzana, bajo el manzano "

## Solución legal de todo el problema.
Toda la cuestión se resuelve fácilmente sobre la base de las disposiciones sobre la interpretación y ejecución consciente del contrato (artículos 200, 281, 288 del Código Civil). 
“Tisias, que no asumió una obligación en el contrato como abogado, prefirió ejercer otra profesión, no lo hizo con el propósito deshonesto de evitar el pago de una remuneración.
Tisias a su vez se convirtió en maestro de Isócrates .